# Acropogon jaffrei
Acropogon jaffrei är en malvaväxtart som beskrevs av Philippe Morat och Chalopin. Acropogon jaffrei ingår i släktet Acropogon och familjen malvaväxter. Inga underarter finns listade i Catalogue of Life.